# 1977 год
1977 (ты́сяча девятьсо́т се́мьдесят седьмо́й) год  по григорианскому календарю — невисокосный год, начинающийся в субботу. Это 1977 год нашей эры, 7‑й год 8‑го десятилетия XX века 2‑го тысячелетия, 8‑й год 1970‑х годов. Он закончился 48 лет назад.
| Пн | Вт | Ср | Чт | Пт | Сб | Вс |
|    |    |    |    |    | 1  | 2  |
| 3  | 4  | 5  | 6  | 7  | 8  | 9  |
| 10 | 11 | 12 | 13 | 14 | 15 | 16 |
| 17 | 18 | 19 | 20 | 21 | 22 | 23 |
| 24 | 25 | 26 | 27 | 28 | 29 | 30 |
| 31 |    |    |    |    |    |    |

| Пн | Вт | Ср | Чт | Пт | Сб | Вс |
|    | 1  | 2  | 3  | 4  | 5  | 6  |
| 7  | 8  | 9  | 10 | 11 | 12 | 13 |
| 14 | 15 | 16 | 17 | 18 | 19 | 20 |
| 21 | 22 | 23 | 24 | 25 | 26 | 27 |
| 28 |    |    |    |    |    |    |

| Пн | Вт | Ср | Чт | Пт | Сб | Вс |
|    | 1  | 2  | 3  | 4  | 5  | 6  |
| 7  | 8  | 9  | 10 | 11 | 12 | 13 |
| 14 | 15 | 16 | 17 | 18 | 19 | 20 |
| 21 | 22 | 23 | 24 | 25 | 26 | 27 |
| 28 | 29 | 30 | 31 |    |    |    |

| Пн | Вт | Ср | Чт | Пт | Сб | Вс |
|    |    |    |    | 1  | 2  | 3  |
| 4  | 5  | 6  | 7  | 8  | 9  | 10 |
| 11 | 12 | 13 | 14 | 15 | 16 | 17 |
| 18 | 19 | 20 | 21 | 22 | 23 | 24 |
| 25 | 26 | 27 | 28 | 29 | 30 |    |

| Пн | Вт | Ср | Чт | Пт | Сб | Вс |
|    |    |    |    |    |    | 1  |
| 2  | 3  | 4  | 5  | 6  | 7  | 8  |
| 9  | 10 | 11 | 12 | 13 | 14 | 15 |
| 16 | 17 | 18 | 19 | 20 | 21 | 22 |
| 23 | 24 | 25 | 26 | 27 | 28 | 29 |
| 30 | 31 |    |    |    |    |    |

| Пн | Вт | Ср | Чт | Пт | Сб | Вс |
|    |    | 1  | 2  | 3  | 4  | 5  |
| 6  | 7  | 8  | 9  | 10 | 11 | 12 |
| 13 | 14 | 15 | 16 | 17 | 18 | 19 |
| 20 | 21 | 22 | 23 | 24 | 25 | 26 |
| 27 | 28 | 29 | 30 |    |    |    |

| Пн | Вт | Ср | Чт | Пт | Сб | Вс |
|    |    |    |    | 1  | 2  | 3  |
| 4  | 5  | 6  | 7  | 8  | 9  | 10 |
| 11 | 12 | 13 | 14 | 15 | 16 | 17 |
| 18 | 19 | 20 | 21 | 22 | 23 | 24 |
| 25 | 26 | 27 | 28 | 29 | 30 | 31 |

| Пн | Вт | Ср | Чт | Пт | Сб | Вс |
| 1  | 2  | 3  | 4  | 5  | 6  | 7  |
| 8  | 9  | 10 | 11 | 12 | 13 | 14 |
| 15 | 16 | 17 | 18 | 19 | 20 | 21 |
| 22 | 23 | 24 | 25 | 26 | 27 | 28 |
| 29 | 30 | 31 |    |    |    |    |

| Пн | Вт | Ср | Чт | Пт | Сб | Вс |
|    |    |    | 1  | 2  | 3  | 4  |
| 5  | 6  | 7  | 8  | 9  | 10 | 11 |
| 12 | 13 | 14 | 15 | 16 | 17 | 18 |
| 19 | 20 | 21 | 22 | 23 | 24 | 25 |
| 26 | 27 | 28 | 29 | 30 |    |    |

| Пн | Вт | Ср | Чт | Пт | Сб | Вс |
|    |    |    |    |    | 1  | 2  |
| 3  | 4  | 5  | 6  | 7  | 8  | 9  |
| 10 | 11 | 12 | 13 | 14 | 15 | 16 |
| 17 | 18 | 19 | 20 | 21 | 22 | 23 |
| 24 | 25 | 26 | 27 | 28 | 29 | 30 |
| 31 |    |    |    |    |    |    |

| Пн | Вт | Ср | Чт | Пт | Сб | Вс |
|    | 1  | 2  | 3  | 4  | 5  | 6  |
| 7  | 8  | 9  | 10 | 11 | 12 | 13 |
| 14 | 15 | 16 | 17 | 18 | 19 | 20 |
| 21 | 22 | 23 | 24 | 25 | 26 | 27 |
| 28 | 29 | 30 |    |    |    |    |

| Пн | Вт | Ср | Чт | Пт | Сб | Вс |
|    |    |    | 1  | 2  | 3  | 4  |
| 5  | 6  | 7  | 8  | 9  | 10 | 11 |
| 12 | 13 | 14 | 15 | 16 | 17 | 18 |
| 19 | 20 | 21 | 22 | 23 | 24 | 25 |
| 26 | 27 | 28 | 29 | 30 | 31 |    |

## События

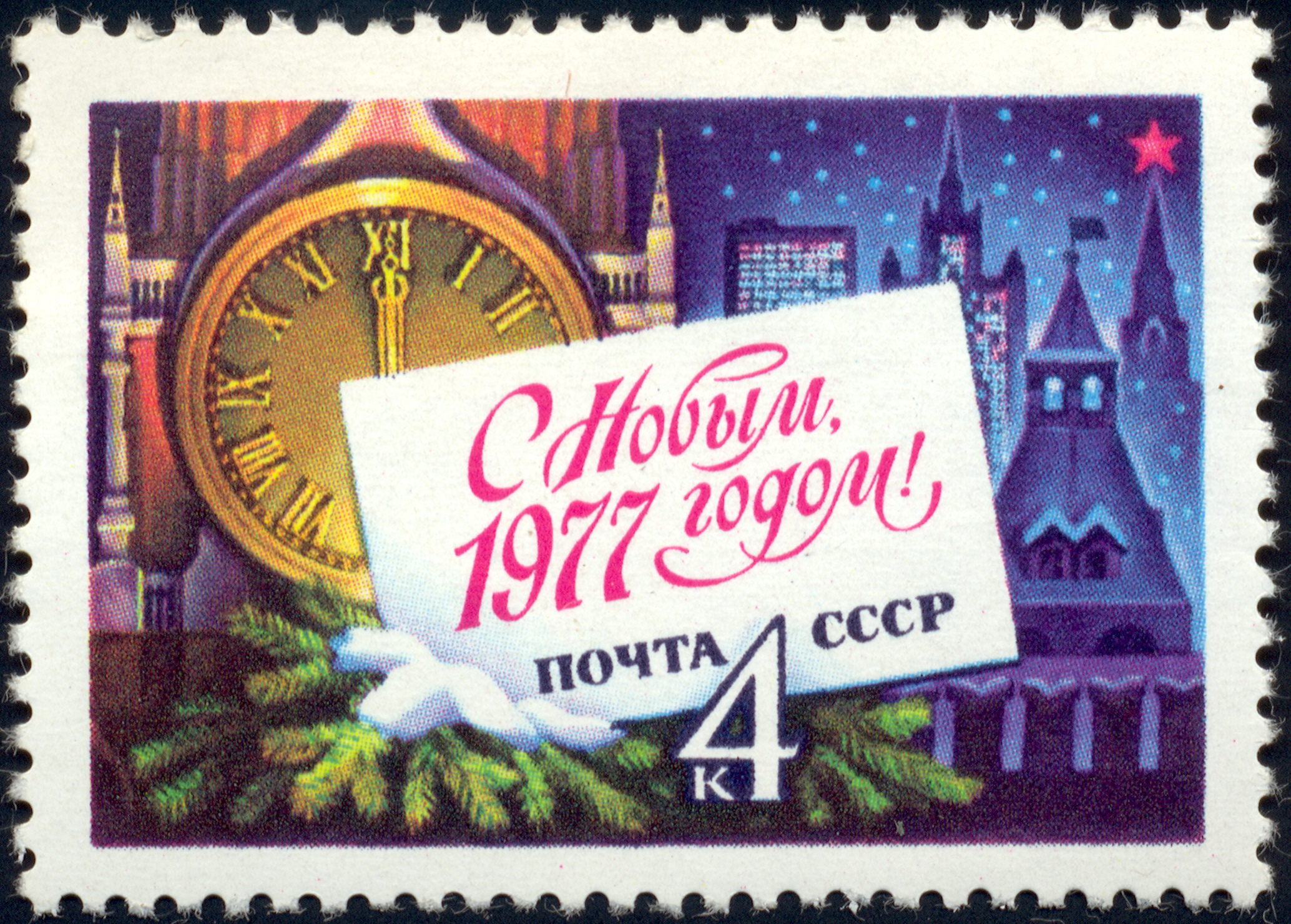
Почтовая марка СССР, 1977 год

### Январь
- 8 января — в Москве произошло 3 взрыва, в результате которых погибло 7 человек. Взрывы были осуществлены армянскими националистами.
- 10 января  при извержении вулкана Ньирагонго (Заир) погибло более 600 человек. [1]
- 13 января
  - Катастрофа DC-8 в Анкоридже.
  - Катастрофа Ту-104 в Алма-Ате. Погибли все 90 человек, находившиеся на борту.
- 16 января — попытка свержения правительства Народной Республики Бенин группой наёмников[2].
- 17 января — в Египте резко повышены цены на 25 наименований продуктов первой необходимости. На следующий день вся страна охвачена волнениями.
- 18 января — в результате авиакатастрофы погиб Председатель Союзного исполнительного веча Югославии (глава правительства) Джемал Биедич.
- 20 января — на пост президента США вступил Джимми Картер, сменивший Джеральда Форда[2].
- 21 января — столкновение двух самолётов советских ВВС в Новгородской области.
- 24 января — террористическая атака испанских ультраправых в Мадриде Испании.

### Февраль
- 3 февраля — в Эфиопии в результате военного переворота в Аддис-Абебе убит глава государства генерал Тэфэри Бенти. Власть перешла к его заместителю подполковнику Менгисту Хайле Мариаму, который 12 февраля был провозглашён председателем Временного военного административного совета (ВВАС) Социалистической Эфиопии[3].
- 5 февраля — в Танзании создана правящая Революционная партия[3].
- 6 февраля — на прошедшем в Парагвае референдуме Альфредо Стресснер утверждён пожизненным президентом.
- 7 февраля — с космодрома Байконур осуществлён запуск советского пилотируемого космического корабля «Союз-24». Экипаж — В. В. Горбатко, Ю. Н. Глазков. Приземление 25 февраля.
- 9 февраля — установлены дипломатические отношения между СССР и Испанией.
- 15 февраля
  - На внеочередных парламентских выборах в Дании победила правящая социал-демократическая партия, получившая 65 мест в фолькетинге из 179 (на 12 больше). Премьер-министром остался Анкер Йоргенсен.
  - Катастрофа Ил-18 под Минеральными Водами, погибли 77 человек.
  - На шахте «Юрковская-Западная» в г. Ватутино (Черкасская область, УССР)произошёл прорыв пульпы, погибли 13 шахтёров[4].
- 20 февраля — на президентских выборах в Сальвадоре победил кандидат военно-конституционного режима, гарантировавшего победу представителю армии от правящей Партии национального примирения, генерал Карлос Ромеро (67,3 % голосов).
- 25 февраля
  - Пожар в гостинице «Россия» в Москве, погибли 42 человека.
  - Прошли первые с 1964 года парламентские выборы в Алжире. В условиях однопартийной системы все места в Национальной народной ассамблее получили выдвиженцы Фронта национального освобождения.

### Март
- 2 марта — Ливия провозглашена Социалистической Народной Ливийской Арабской Джамахирией. Высший народный комитет Ливии (правительство) возглавил Абдул Ати аль-Обейди.
- 4 марта — землетрясение в Румынии, погибло почти 1600 человек.
- 7 марта — в Пакистане прошли парламентские выборы, Народная партия премьер-министра Зульфикара Али Бхутто получила 60,1 % голосов и 155 мест из 216 в Национальной ассамблее.
- 8 марта — боевики Фронта национального освобождения Конго вторглись с территории Анголы в заирскую провинцию Шаба.
- 10 марта — открыты кольца Урана.
- 12 марта — Аугусто Пиночет издаёт декрет о роспуске всех партий в Чили.
- 14 марта
  - Фидель Кастро начал визит в Эфиопию[3]. После общения с руководителем страны Менгисту Хайле Мариамом он рекомендовал СССР поддержать новое руководство Социалистической Эфиопии.
  - В Лаосе объявлено, что в Луангпхабанге раскрыт заговор бывшего управляющего королевским дворцом Спантирангси. Проведены аресты, обвинённый в участии в заговоре бывший король Саванг Ватхана, формально занимавший пост верховного советника при президенте Лаоса, отправлен в лагерь политического перевоспитания чиновников старого режима[5].
- 15 марта — Союзная скупщина Югославии избрала Председателем Союзного исполнительного веча (главой правительства) Веселина Джурановича.
- 16-20 марта — в Индии прошли парламентские выборы, партия Джаната получила 41,32 % голосов и 295 мест из 544 в Лок сабхе против 34,52 % и 154 мест у правившего с провозглашения независимости Индийского национального конгресса во главе с Индирой Ганди. Новым премьер-министром стал Морарджи Десаи.
- 18 марта  — В результате заговора убит глава Народной Республики Конго Мариан Нгуаби.
- 25 марта — столкновение двух Ан-2 в Саратовской области.
- 27 марта — крупнейшая за всю историю авиации катастрофа. В Тенерифе (Испания) столкнулись 2 самолёта Boeing 747, погибли 583 человека.
- 29 марта — премьер-министром Бирмы вместо Сейн Вина назначен Маун Маун Кха.
- 30 марта — катастрофа Як-40 под Ждановом.

### Апрель
- 1 апреля — в Испании отменена цензура СМИ.
- 2 апреля — Катастрофа Ту-134 в Либревиле.
- 3 апреля — новым главой Народной Республики Конго, премьер-министром и главнокомандующим вооружёнными силами стал Жоаким Йомби-Опанго.
- 4 апреля — в Нью-Хоупе (штат Джорджия, США) разбился самолёт McDonnell Douglas DC-9 компании Southern Airways, погибли 72 человека.
- 4—5 апреля — на парламентских выборах в Гамбии победила правящая Народно-прогрессивная партия (69,59 %, 29 из 35 мест в парламенте). Президент Д. К. Джавара, как глава победившей партии, автоматически переизбран на новый срок.
- 5 апреля — начало серийного производства автомобиля «ВАЗ-2121 Нива».
- 9 апреля — в порядке военной помощи режиму Мобуту в Заир прибыл марокканский экспедиционный корпус[6].
- 10—20 апреля — на президентских выборах в Судане президент Джафар Нимейри получил 99,15 % голосов.
- 17 апреля — на парламентских выборах в Бельгии победила Христианская народная партия премьер-министра Лео Тиндеманса (26,2 %, 56 мест из 212 в Палате представителей).
- 19 апреля — Катастрофа Ан-24 в Моэ — крупнейшая в Эстонии (21 погибший).
- 23 апреля — Эфиопия закрыла консульства США и других западных стран в Асмаре.
- 30 апреля
  - Лидер Кампучии Пол Пот отдал армии приказ начать военные действия против Вьетнама.
  - Катастрофа Ми-4 в Якутии.

### Май
- 2 мая — крушение на путевом посту Крыжовка. Погибло от 19 до 22 человек. Крупнейшая железнодорожная катастрофа в Белоруссии (официально).
- 6 мая — во время визита нового лидера Эфиопии Менгисту Хайле Мариама в СССР в Москве подписаны Декларация об основах дружественных взаимоотношений и сотрудничества между СССР и Социалистической Эфиопией, а также протокол об экономическом и техническом сотрудничестве, соглашение о культурном и научном сотрудничестве, консульская конвенция[7].
- 7 мая — столкновение двух Ан-2 над Тавдой (Свердловская область), погибли 29 человек.
- 15 мая — парламентские выборы в Сьерра-Леоне. Правящий Всенародный конгресс получил 70 из 100 мест в парламенте. Следующие выборы состоялись в 1996 году.
- 16 мая — волнения в Мали в связи с неясными обстоятельствами смерти первого президента страны Модибо Кейты, с 1968 года жившего под арестом.
- 17 мая — парламентские выборы в Израиле. Победу одержала правоцентристская партия Ликуд (33,4 % голосов, 43 из 120 мест в кнессете), Менахема Бегина.
- 26 мая — парламентские выборы в Нидерландах. Победу одержала Партия труда премьер-министра Йоп ден Ойла (33,8 % голосов, 53 из 150 мест в Палата представителей).
- 26 мая — правительственные войска Заира и марокканский экспедиционный корпус вытеснили с заирской территории боевиков FLNC[8].
- 27 мая
  - Попытка государственного переворота в Анголе во главе с Нито Алвишем. Подавлена верными президенту Агостиньо Нето частями армии при поддержке кубинских войск.
  - Катастрофа Ил-62 под Гаваной.
- 28 мая — пожар в ночном клубе «Beverly Hills Supper Club» в США. Погибли 165 человек.
- 30 мая — первая вооружённая атака мозамбикских повстанцев РЕНАМО против правительственных войск ФРЕЛИМО, начало гражданской войны в стране.

### Июнь
- 2 июня — Фронт освобождения Западного Сомали при поддержке правительства Сомали перекрыл железную дорогу Джибути-Аддис-Абеба, фактически спровоцировав начало войны с Эфиопией.
- 3 июня — на парламентских выборах в Марокко правящая партия Истикляль получила 21,62 % и 51 из 176 мест в парламенте.
- 5 июня
  - Бескровный государственный переворот на Сейшельских островах. Власть перешла к премьер-министру Франсу-Альберу Рене.
  - В результате парламентских выборов в Турции Республиканская народная партия Бюлента Эджевита получила 41,4 % голосов и 213 из 450 мест в парламенте против 36,9 % и 189 мест Партии справедливости премьер-министра Сулеймана Демиреля.
  - Расстрел в Реймсе — французский крайне правый боевик убил левого профсоюзного пикетчика. Преступление вызвало широкий резонанс и массовые протесты.
- 8 июня — авария Ан-22 в Сеще (Брянская область).
- 15 июня — Парламентские выборы в Испании, первые после смерти Франсиско Франко. Союз демократического центра, созданный премьер-министром Адольфо Суаресом, получил 34,44 %, социалистическая рабочая партия — 29,32 %.
- 16 июня — на парламентских выборах в Ирландии оппозиционная партия Фианна Файл получила 50,6 % и 84 из 147 мест в Палате представителей.
- 20 июня
  - Премьер-министром Израиля стал Менахем Бегин.
  - Запущен Трансаляскинский нефтепровод, один из крупнейших в мире.
- 21 июня — новым премьер-министром Турции стал Бюлент Эджевит.
- 27 июня — провозглашена независимость Джибути.
- 30 июня
  - Прошли парламентские выборы на Мадагаскаре. В условиях однопартийной системы все места в Национальном собрании получили выдвиженцы Национального фронта защиты революции.
  - Распущена военно-политическая организация СЕАТО.

### Июль
- 1 июля — создание общественно-политической газеты Солнечного района «Солнечный меридиан».
- 5 июля — военный переворот в Пакистане, приход к власти генерала М. Зия-уль-Хака.
- 8 июля — катастрофа Ан-24 под Сухуми.
- 13 июля — Сомали официально объявляет войну Эфиопии.
- 15 июля
  - Президент США Джимми Картер заявил, что США готовы оказать военную и политическую помощь Сомали.
  - Вступила в силу Конвенция о Международных правилах предупреждения столкновений судов в море
- 20 июля — катастрофа Ил-14 в Витиме (Якутия).
- 21 июля — на парламентских выборах в Шри-Ланке победила правоцентристская Объединённая национальная партия Джуниуса Джаявардене, получившая 140 из 168 мест в парламенте.
- 21—24 июля — вооружённый конфликт между Египтом и Ливией.
- 23 июля — сомалийская армия вторглась в Эфиопию[9].

### Август
- 1 августа — начало шахтёрской забастовки в Румынии.
- 1—2 августа — парламентские выборы в Сирии. правящая пария Баас получила 125 из 195 мест в Народном совете.
- 3 августа — выступление Николае Чаушеску перед бастующими шахтёрами. Завершение забастовки.
- 13 августа — распоряжением Совета министров СССР в Эфиопию направлены советские военные советники.
- 17 августа
  - Атомоход «Арктика» первым из надводных кораблей достиг Северного полюса Земли[10].
  - Обрушение моста на станции Пушкино (Московская область), 28 погибших.
- 20 августа — с космодрома Мыс Канаверал (США) запущена АМС «Вояджер-2».
- 29-31 августа — президент Сомали генерал Сиад Барре в последний раз посетил СССР, имея цель добиться поддержки в войне с Эфиопией. Его встречи с Председателем Совета Министров СССР А. Н. Косыгиным, секретарём ЦК КПСС М. А. Сусловым и министром иностранных дел СССР А. А. Громыко не принесли успеха[11].

### Сентябрь
- 5 сентября 
  - А США запущена АМС «Вояджер-1».
  - В Кёльне группировкой RAF похищен немецкий бизнесмен и политик Ханнс Мартин Шлейер.
- 7 сентября — главами Панамы и США Омаром Торрихосом и Джимми Картером подписаны договоры о постепенной передаче Панамского канала под суверенитет Панамы.
- 10 сентября — последнее гильотинирование в Европе.
- 11—12 сентября — парламентские выборы в Норвегии, победила Рабочая партия премьер-министра Одвара Нурдли, получившая 76 мест из 150.
- 20 сентября — Социалистическая Республика Вьетнам принята в ООН[12].
- 21 сентября — катастрофа венгерского Ту-134 под Бухарестом.
- 25 сентября — прошли парламентские выборы в Мозамбике. В условиях однопартийной системы все места в Народном собрании получили выдвиженцы партии ФРЕЛИМО.
- 26 сентября — ввод в эксплуатацию Чернобыльской АЭС.
- 27 сентября — катастрофа DC-8 под Куала-Лумпуром, 34 человека погибли.
- 28 сентября — руководитель Кампучии Пол Пот начал визит в КНР и КНДР. Поездка продлилась почти месяц[12].
- 29 сентября — запущена советская космическая долговременная орбитальная станция «Салют-6».

### Октябрь
- 6 октября — первый полёт истребителя МиГ-29.
- 7 октября — принята новая Конституция СССР[12].
- 8 октября — старт первого Мини-трансата — парусной гонки через Атлантический океан и рождение класса «мини».
- 9-11 октября — полёт космического корабля Союз-25. Экипаж — В. В. Ковалёнок, В. В. Рюмин. 10 октября были проведены неудачные попытки стыковки с орбитальной станцией «Салют-6». Полёт был прерван, экипаж 11 октября вернулся на Землю.
- 11 октября — в Сане убит президент Северного Йемена Ибрагим аль-Хамди. Его место занял начальник генерального штаба армии Ахмад Хуссейн аль-Гашими[13].
- 13 октября — происшествие с Як-40 над Ростовом-на-Дону.
- 13-18 октября — угон самолёта «Ландсхут» рейса Пальма-де-Мальорка-Франкфурт-на-Майне.
- 15-16 октября — прошли парламентские выборы в Заире. В условиях однопартийной системы все места получили выдвиженцы Национального движения революции.
- 19 октября — Похищенный группировкой RAF немецкий бизнесмен и политик Ханнс Мартин Шлейер найден убитым в Мюлузе, Франция.
- 20 октября
  - Военный переворот в Таиланде. Гражданское правительство Танина Краивичьена смещено решением национального военного совета во главе с адмиралом Сангадом Чалорью[13].
  - В авиакатастрофе погибли 3 члена музыкальной группы Lynyrd Skynyrd.
- 26 октября — последний случай оспы обнаружен в районе Марка (Сомали). Дата считается годовщиной искоренения этого бедствия, самым впечатляющим успехом медицинской науки.
- 31 октября — на первых после получения независимости парламентских выборах в Суринаме победила коалиция «Национальной партийное объединение» премьер-министра Хенка Аррона (22 места из 39).

### Ноябрь
- 5 ноября — Катастрофа Ту-124 под Джорхатом (Индия), погибли 5 из 10 человек на борту. Среди выживших — премьер-министр Индии Морарджи Десаи.
- 7 ноября — в Ташкенте открыт метрополитен.
- 8 ноября — в Вергине (Центральная Македония, Греция) греческий археолог Манолис Андроникос обнаружил гробницу Филиппа II Македонского.
- 9 ноября — в Таиланде после военного переворота введена временная Конституция.
- 11 ноября
  - Премьер-министром Таиланда назначен главнокомандующий вооружёнными силами генерал Криангсак Чаманан[13].
  - В КНДР прошли выборы в Верховное народное собрание КНДР шестого созыва.
- 13 ноября — правительство Сомали объявило о денонсации советско-сомалийского договора о дружбе и сотрудничестве и предложило всем советским гражданам покинуть страну в недельный срок[14].
- 14 ноября — над Бенгальским заливом начал формироваться один из самых смертоносных тропических циклонов в истории Индии[15][16][17][18].
- 15 ноября — похищение агентами северокорейских спецслужб японской школьницы Мэгуми Ёкота в городе Ниигата.
- 19 ноября
  - Президент Египта Анвар Садат становится первым арабским лидером, официально посетившим Израиль, где встретился с премьер-министром Менахемом Бегином.
  - Катастрофа Boeing 727 в Фуншале (Португалия).
- 20 ноября — парламентские выборы в Греции. Победу одержала партия Новая демократия премьер-министра Константиноса Караманлиса (41,84 %, 171 из 300 мест).
- 22 ноября — British Airways открывает регулярные рейсы сверхзвукового «Конкорда» из Лондона в Нью-Йорк].
- 30 ноября — парламентские выборы в ЮАР. Победу одержала правящая Национальная партия премьер-министра Балтазара Форстера (64,8 %, 135 из 165 мест в парламенте).

### Декабрь
- 2 декабря — Катастрофа Ту-154 под Аль-Байда.
- 3 декабря — на президентских выборах в Заире Мобуту Сесе Секо получил 98,12 % голосов.
- 4 декабря
  - Президент Центральноафриканской республики Жан Бедель Бокасса провозгласил себя императором.
  - В Малайзии разбился угнанный Boeing 737-2H6, погибли 100 человек.
  - В Андалусии почти два миллиона человек потребовали автономии территории.
- 9 декабря — катастрофа Ан-24 в Тарко-Сале.
- 10 декабря — на парламентских выборах в Австралии второй раз подряд победила коалиция Либеральной и Национальной партий во главе с Малколмом Фрейзером (54,6 %, 86 мест в Палате представителей). Лейбористы получили 45,4 % голосов (38 мест), бывший премьер-министр Гоф Уитлэм ушёл в отставку с поста лидера АЛП (12 декабря), во главе партии его сменил Уильям Хейден.
- 10 декабря — 16 января 1978 — полёт космического корабля Союз-26. Экипаж — Ю. В. Романенко, Г. М. Гречко.
- 20 декабря — Вьетнам и Джибути приняты в ООН.
- 31 декабря — Опубликовано решение правительства Демократической Кампучии временно прервать дипломатические отношения с Вьетнамом[19].

## Персоны года
Человек года по версии журнала Time — Анвар Садат, президент Египта.

## Родились
См. также: Категория:Родившиеся в 1977 году

### Январь
- 1 января — Инна Маликова, продюсер и руководитель группы «Новые Самоцветы».
- 5 января — Олунике Эделийи, канадская актриса.
- 6 января — Женевьев О’Райли, ирландская актриса.
- 8 января
  - Эмбер Бенсон, американская актриса, писатель, режиссёр и продюсер.
  - Мануэла Аркури, итальянская актриса и фотомодель.
- 9 января — Нина Гогаева, российская актриса театра, кино и эстрады.
- 13 января — Орландо Блум, британский актёр.
- 17 января — Ли Уоннелл, австралийский сценарист, актёр и продюсер.
- 19 января — Николь, чилийская певица, актриса, модель.
- 23 января
  - Ольга Шелест, российская теле- и радиоведущая.
  - Ольга Филиппова, российская актриса театра и кино.
- 24 января — Йохан Урб, американский актёр эстонского происхождения.
- 27 января
  - Елена Ваенга, российская певица, автор песен.
  - Яана Пелконен, финская ведущая и модель.
- 28 января
  - Такума Сато, пилот «Формулы-1».
  - Чжао Тао, китайская актриса.
- 31 января — Керри Вашингтон, американская киноактриса и политический активист.

### Февраль
- 2 февраля — Шакира, колумбийская певица.
- 6 февраля — Джош Стюарт, американский киноактёр.
- 8 февраля — Бриджитт Керков, американская порноактриса и режиссёр.
- 11 февраля — Майк Шинода, американский музыкант, вокалист, гитарист, клавишник и один из основателей группы Linkin Park.
- 12 февраля — Raylene, американская порноактриса
- 15 февраля — Рашида Бракни, французская актриса, певица и театральный режиссёр.
- 16 февраля
  - Алексей Морозов, российский хоккеист, чемпион мира 2008, 2009 годов.
  - Сергей Удальцов, российский леворадикальный политический деятель, лидер движения «Авангард красной молодёжи», координатор «Левого фронта».
- 20 февраля — Гейл Ким, канадская профессиональная рестлерша, модель и актриса корейского происхождения.
- 21 февраля — Илья Любимов, российский актёр театра и кино.
- 25 февраля — Ким Хисон, южнокорейская актриса.

### Март
- 1 марта — Никки Андерсон, венгерская порноактриса и фотомодель.
- 2 марта — Алевтина, российская певица.
- 5 марта — Фифи Бокс, австралийская журналистка, телеведущая, актриса и комедиантка.
- 6 марта
  - Сергей Бурунов, российский киноактёр, актёр дубляжа, пародист.
  - Йоргос Карагунис, греческий футболист, полузащитник.
- 10 марта — Бри Тёрнер, американская актриса и танцовщица.
- 15 марта — Оксана Гутцайт, телеведущая.
- 16 марта — Моника Крус, испанская актриса и танцовщица.
- 24 марта — Джессика Честейн, американская актриса
- 25 марта — Адрианна Николь, американская порноактриса.
- 26 марта — Бьянка Кайлич, американская актриса.
- 27 марта — Нонейм Джейн, американская порноактриса.
- 28 марта
  - Энни Вершинг, американская телевизионная актриса.
  - Девон, американская порноактриса и танцовщица.

### Апрель
- 2 апреля — Майкл Фассбендер, ирландский киноактёр.
- 8 апреля — Ана де ла Регера, мексиканская актриса.
- 9 апреля — Джерард Уэй, вокалист группы My Chemical Romance.
- 10 апреля — Анастасия Чернобровина, российская телеведущая, журналист.
- 12 апреля
  - Сара Джейн Моррис, американская актриса
  - Джордана Спиро, американская актриса.
  - Валерия Суркова, российская актриса, режиссёр.
- 14 апреля — Сара Мишель Геллар, американская актриса.
- 16 апреля
  - Тамека Эмпсон, английская актриса.
  - Алек Век, английская топ-модель африканского происхождения.
- 17 апреля — Анастасия Макаревич, солистка группы «Лицей».
- 18 апреля — Темптрис, американская порноактриса.
- 19 апреля — Катажина Глинка, польская актриса театра и кино, телеведущая.
- 20 апреля — Юлия Маярчук, итальянская актриса украинского происхождения.
- 21 апреля — Эльмира Туюшева, российская модель, актриса, победительница конкурса «Мисс Россия 1995».
- 23 апреля — Араш, ирано-шведский певец, танцор, композитор и продюсер.
- 24 апреля — Ребекка Мэйдер, английская актриса.
- 25 апреля — Маргерит Моро, американская актриса
- 28 апреля — Наталия Бучинская, украинская певица, народная артистка Украины (2004).
- 29 апреля — Линда, российская певица, поэтесса, художница.
- 30 апреля — Александра Холден, американская актриса.

### Май
- 2 мая — Дженна фон Ой, американская актриса и кантри-певица.
- 3 мая — Тайрон Лью, американский баскетболист и тренер, двукратный чемпион НБА.
- 4 мая — Эмили Перкинс, канадская актриса кино и телевидения.
- 5 мая — Виржини Эфира, бельгийская актриса, комедиантка, журналистка и телеведущая.
- 8 мая — Дженнифер Уолкотт, американская фотомодель и актриса.
- 10 мая — Анна Максвелл Мартин, британская актриса
- 11 мая — Изольда Ишханишвили, российская певица, экс-солистка российской женской поп-группы «Лицей».
- 12 мая
  - Рэйчел Уилсон, канадская актриса.
  - Ребекка Херпст, американская актриса.
- 13 мая — Саманта Мортон, английская киноактриса
- 14 мая — Ада Никодему, австралийская актриса.
- 15 мая — Лика Кремер, советская и российская актриса и телеведущая.
- 16 мая
  - Мелани Лински, новозеландская актриса театра и кино.
  - Линн Коллинз, американская актриса.
- 17 мая
  - Катя Огонёк, российская певица. (ум. в 2007)
  - Индия, американская порноактриса и певица.
- 18 мая — Камалия Захур, украинская певица, актриса, модель, автор-исполнитель
- 19 мая — Наталия Орейро, аргентинская актриса и певица.
- 21 мая — Палома Дуарте, бразильская актриса.
- 23 мая — Евгений Родионов, (ум. 1996) рядовой Пограничных войск РФ, убитый чеченскими террористами за отказ поменять веру.
- 26 мая
  - Лука Тони, итальянский футболист.
  - Мисаки Ито, японская актриса и модель.
- 27 мая — Шанола Хэмптон, американская актриса.
- 29 мая
  - Массимо Амброзини, итальянский футболист.
  - Светлана Зеленковская, белорусская и российская актриса театра и кино.

### Июнь
- 1 июня
  - Аскар Туганбаев, интернет-продюсер и предприниматель. В прошлом — телеведущий, журналист, создатель проектов Rutube.ru и VideoMore.ru.
  - Сара Уэйн Кэллис, американская актриса.
  - Даниэль Харрис, американская актриса кино, телевидения и озвучивания, кинорежиссёр и продюсер
  - Андреа Богарт, американская актриса.
- 2 июня — Карина Зверева, российская актриса театра, кино и телевидения, танцовщица, артистка эстрады, модель, певица и артистка разговорного жанра.
- 4 июня
  - Роман Мирошниченко, российский гитарист.
  - Берглинд Айси, исландская фотомодель и актриса.
- 5 июня
  - Лайза Вайль, американская актриса
  - Нави Рават, американская актриса.
- 8 июня — Канье Уэст, американский исполнитель хип-хопа, рэпер.
- 9 июня — Елена Панова, российская актриса.
- 10 июня — Виктор Гончаренко, белорусский футбольный тренер.
- 12 июня
  - Андрей Барабаш, российский киноактёр.
  - Камила Питанга, бразильская киноактриса и фотомодель.
- 15 июня — Анна Ковальчук, российская актриса.
- 16 июня — Чайна Шейверс, американская актриса.
- 23 июня — Джейсон Мраз, американский певец и автор песен.
- 24 июня — Рамиля Искандер, российская актриса театра и кино.
- 25 июня
  - Лола Понсе, аргентинская певица, актриса и фотомодель.
  - Лейла Эл, английская актриса, модель, танцовщица и профессиональный рестлер марокканского происхождения (Лейла в World Wrestling Entertainment (WWE)).
- 27 июня
  - Рауль Гонсалес, испанский футболист.
  - Ирина Тонева, солистка группы «Фабрика».
- 29 июня — Зулейка Робинсон, британская актриса.

### Июль
- 1 июля — Лив Тайлер, американская киноактриса.
- 6 июля
  - Одри Флёро, французская актриса кино и телевидения.
  - Оксана Санькова, российская актриса театра и кино.
- 8 июля
  - Кристиан Аббьяти, итальянский футболист.
  - Таня Халилл, бразильская актриса.
- 10 июля — Ашот Кещян — участник команды КВН Сборная РУДН, актёр.
- 13 июля
  - Эшли Скотт, американская киноактриса и фотомодель.
  - Кэри Уолгрен, американская актриса кино, телевидения, театра и озвучивания.
- 14 июля — Марлене де Андраде, венесуэльская актриса и модель.
- 15 июля — Лана Паррия, американская актриса.
- 16 июля — Андрей Дикань, российский и украинский футболист, вратарь.
- 18 июля
  - Екатерина Никитина, российская актриса театра и кино.
  - Келли Райлли, британская актриса.
- 21 июля
  - Илья Носков, российский актёр театра и кино.
  - Сара Бьязини, французская актриса.
- 23 июля — Сильвия Коллока, итальянско-американская актриса, оперная певица и фотомодель.
- 25 июля — Раджешвари, индийская поп-певица, актриса, модель и телеведущая (виджей) на канале MTV.
- 26 июля — Ребекка Сент-Джеймс, австралийская певица, автор песен, писательница и актриса.
- 27 июля — Джонатан Рис-Майерс, ирландский актёр, продюсер, лауреат премии «Золотой глобус».
- 28 июля — Николай Володин, российский военный лётчик, капитан, Герой Российской Федерации (погиб в 2002).
- 30 июля — Джейми Прессли, американская актриса и фотомодель.

### Август
- 2 августа
  - Артемис Пебдани, американская актриса.
  - Денис Никифоров, российский актёр театра и кино.
- 3 августа — Анджела Бизли, британский интернет-предприниматель, сооснователь и вице-президент по связям с сообществом проекта Wikia.
- 4 августа — Марья Куликова, российская актриса театра и кино.
- 6 августа — Зденка Подкапова, чешская фотомодель, актриса.
- 9 августа — Равшан Ирматов, узбекский футбольный арбитр.
- 17 августа
  - Тарья Турунен, финская оперная певица, бывшая участница финской симфо-метал группы «Nightwish».
  - Тьерри Анри, французский футболист и тренер.
- 19 августа — Брук Мюллер, американская актриса и агент по недвижимости.
- 21 августа — Анна Плетнёва, российская певица, солистка поп-группы «Винтаж».
- 23 августа — Игорь Петренко, российский актёр театра и кино.
- 26 августа — Меган Хини-Грайер, американская актриса, фотомодель, телеведущая, фри-дайвер и каскадёр.
- 27 августа — Деку, португальский футболист.
- 31 августа — Шэннон Ричардсон, американская актриса.

### Сентябрь
- 1 сентября — Эдриан Уилкинсон, американская актриса.
- 6 сентября — Мария Макарова, российская певица, организатор и вокалист рок-группы «Маша и медведи».
- 10 сентября — Алексей Панин, российский актёр.
- 12 сентября — Марина Поплавская, оперная певица (сопрано), солистка Ковент-Гарден и Метрополитен-опера.
  - Джеймс Маккартни, британский музыкант, сын Пола Маккартни.
- 13 сентября
  - Ираклий Пирцхалава, российский певец и радиоведущий грузинского происхождения.
  - Фиона Эппл, американская певица, композитор.
- 14 сентября — Малик Бенджеллуль, шведский журналист, режиссёр-документалист, обладатель премии «Оскар».
- 15 сентября
  - Том Харди, британский актёр, продюсер.
  - Мариса Рамирес, американская телевизионная актриса.
  - Софи Даль, английская актриса, писательница и фотомодель.
- 17 сентября — Елена Година, российская волейболистка, Заслуженный мастер спорта РФ, чемпионка мира.
- 21 сентября — Джессика Сент-Клэр, американская актриса, комедиантка, сценарист и кинопродюсер.
- 25 сентября — Клеа Дюваль, американская актриса.
- 26 сентября — Александра Флоринская, российская актриса театра и кино.
- 27 сентября — Аскольд Запашный, представитель цирковой династии Запашных. Народный артист РФ (2012).
- 28 сентября — Ивана Божилович, американская актриса и телеведущая.
- 29 сентября — Ксения Буравская, российская актриса.
- 30 сентября — Эльхам Хамиди, иранская киноактриса.

### Октябрь
- 1 октября — Турийя Хауд, нидерландская актриса.
- 3 октября — Валентина Рубцова, украинская и российская актриса театра и кино, певица.
- 6 октября — Лиза Спаркс, американская киноактриса.
- 8 октября — Лакшми Манчу, индийская актриса, кинопродюсер, фотомодель, телеведущая и певица.
- 9 октября — Егор Бероев, российский актёр.
- 10 октября — Андреа Наведо, американская телевизионная актриса.
- 11 октября — Елена Бережная, российская фигуристка, Олимпийская чемпионка.
- 12 октября — Жасмин, российская эстрадная певица.
- 13 октября — Киле Санчес, американская актриса.
- 14 октября
  - Ксения Лаврова-Глинка, российская актриса театра и кино.
  - Бьянка Бошан, канадская фетиш-модель.
- 15 октября — Давид Трезеге, французский футболист.
- 16 октября — Аманда Тепе, американская актриса и комедиантка.
- 17 октября — Андре Виллаш-Боаш, португальский футбольный тренер.
- 20 октября — Сэм Уитвер, американский актёр и музыкант.
- 23 октября — Наталья Гудкова, российская актриса театра и кино.
- 28 октября — Зои Палмер, британско-канадская актриса.

### Ноябрь
- 3 ноября — Ария Джованни, американская эротическая фотомодель и порноактриса.
- 5 ноября — Бриттни Скай, американская порноактриса.
- 6 ноября — Сиенна Вест, американская порноактриса.
- 10 ноября — Бриттани Мерфи (ум. 2009), американская актриса, певица, продюсер.
- 13 ноября
  - Ольга Орлова, российская певица, бывшая участница группы «Блестящие».
  - Ким Дайректор, американская актриса.
- 14 ноября — Сара Джей, американская порноактриса.
- 16 ноября
  - Мэгги Джилленхол, американская киноактриса.
  - Джиджи Эджли, австралийская актриса.
- 18 ноября — Миранда Рэйсон, британская актриса театра, кино и телевидения.
- 25 ноября — Джилл Флинт, американская актриса.
- 27 ноября — Мика Тэн, американская фетиш-модель и порноактриса.
- 29 ноября — Беатрис Роузен, франко-американская актриса и фотомодель.

### Декабрь
- 3 декабря — Дженнифер Джеймс, английская актриса.
- 4 декабря — Мортен Веланд, норвежский музыкант.
- 7 декабря
  - Роман Билык (Зверь), лидер популярной российской рок-группы «Звери».
  - Доминик Ховард, ударник британской рок-группы Muse.
- 8 декабря — Эльса Бенитес, мексиканская фотомодель и телеведущая.
- 12 декабря
  - Сергей Светлаков, российский комедийный актёр.
  - Николь Дам и Эрика Дам, американские фотомодели и актрисы
- 17 декабря
  - Оксана Фёдорова, российская фотомодель и телеведущая.
  - Кэтрин Винник, канадская актриса украинского происхождения.
- 19 декабря — Ирина Воронина, американская фотомодель и киноактриса русского происхождения.
- 21 декабря — Эмманюэль Макрон, 25-й президент Франции.
- 21 декабря — Анфиса Чехова, российская телеведущая.
- 25 декабря — Прия Рай, американская порноактриса индийского происхождения.
- 29 декабря
  - Кэтрин Мённиг, американская актриса.
  - Агунда Кулаева, российская оперная певица (меццо-сопрано), солистка Большого театра.
- 30 декабря — Люси Панч, британская кино- и театральная актриса.
- 31 декабря
  - Химена Ойос, колумбийская актриса и фотомодель.
  - Марта Асас, испанская актриса и телеведущая.

## Скончались
См. также: Категория:Умершие в 1977 году
- 2 января — Эрролл Гарнер, американский джазовый пианист, руководитель ансамбля, композитор (род. в 1921).
- 14 января — Энтони Иден, британский государственный деятель, 64-й премьер-министр Великобритании (род. в 1897).
- 1 февраля — Эдмонд Гамильтон, американский писатель-фантаст, один из создателей литературной «космической оперы» (род. в 1904).
- 11 февраля — Фахруддин Али Ахмед, президент Индии (род. в 1905).
- 18 марта — Мариан Нгуаби, президент Народной Республики Конго, убит в должности (род. в 1938).
- 7 апреля — Журахон Рахмонов, советский киргизский актёр театра и кино, заслуженный артист Узбекистана (род. в 1917).
- 16 мая — Модибо Кейта, президент Мали в 1960—1968 годах (род. в 1915).
- 25 мая — Евгения Гинзбург, советская журналистка, писатель (род. в 1904).
- 16 июня
  - Вернер фон Браун, немецкий и американский конструктор ракетно-космической техники, один из основоположников современного ракетостроения (род. в 1912).
  - Валерий Ватенин, советский живописец, график, педагог (род. в 1933).
- 26 июня — Сергей Лемешев, русский певец-тенор (род. в 1902).
- 2 июля — Владимир Набоков, русский и американский писатель, энтомолог (род. в 1899).
- 3 июля — Александр Волков, советский писатель, автор цикла книг «Волшебник Изумрудного города» (род. в 1891).
- 15 июля — Константин Федин, советский прозаик (род. в 1892).
- 17 июля — Зозимо, бразильский футболист, защитник, дважды чемпион мира по футболу (род. в 1932).
- 3 августа — Макариос III, архиепископ, первый президент Республики Кипр, умер в должности (род. в 1913).
- 4 августа — Эрнст Блох, немецкий философ, социолог и публицист (род. в 1885).
- 16 августа — Элвис Пресли, американский певец и актёр, «король рок-н-ролла» (род. в 1935).
- 24 августа — Елизавета Уварова, советская актриса (род. в 1902).
- 18 октября — Ханнс Мартин Шлейер, немецкий бизнесмен и политик (род. в 1915).
- 5 ноября — Алексей Стаханов — основоположник Стахановского движения (род. в 1905).
- 14 ноября — Бхактиведанта Свами Прабхупада, основатель Международного общества сознания Кришны (ИСККОН) (род. в 1896).
- 5 декабря — Александр Василевский, советский военачальник, Маршал Советского Союза, дважды Герой Советского Союза (род. в 1895).
- 15 декабря — Александр Галич, русский советский поэт, сценарист, драматург, автор и исполнитель собственных песен (род. в 1918).
- 24 декабря — Хуан Веласко Альварадо, перуанский военный и политический деятель, глава Перу в 1968—1975 годах (род. в 1910).
- 25 декабря — Чарли Чаплин, американский киноактёр, режиссёр, сценарист (род. в 1889).

## Нобелевские премии
- Физика — Филип Уоррен Андерсон, Невилл Франсис Мотт и Джон Ван Флек — «За фундаментальные теоретические исследования электронной структуры магнитных и неупорядоченных систем».
- Химия — Илья Пригожин — «За работы по термодинамике необратимых процессов, особенно за теорию диссипативных структур».
- Медицина и физиология — Роже Гиймен, Эндрю Шалли — «За открытия, связанные с секрецией пептидных гормонов мозга»; Розалин Сасмен Ялоу — «За развитие радиоиммунологических методов определения пептидных гормонов»
- Экономика — Джеймс Эдуард Мид и Бертиль Готтхард Олин — «За первопроходческий вклад в теорию международной торговли и международного движения капитала».
- Литература — Висенте Алейксандре — «За выдающееся поэтическое творчество, которое отражает положение человека в космосе и современном обществе и в то же время представляет собой величественное свидетельство возрождения традиций испанской поэзии в период между мировыми войнами».
- Премия мира — «Международная амнистия» — «За защиту человеческого достоинства от пыток, насилия и распада».